# Federación Colombiana de Ciclismo
La Federación Colombiana de Ciclismo es el máximo ente rector del ciclismo en Colombia y el representante del país ante la Unión Ciclista Internacional. El actual presidente es Jorge Ovidio González quien se desempeña en el cargo desde el año 2017 por un periodo de 4 años.
La misión principal es fomentar, apoyar, desarrollar, coordinar, organizar, formular y vigilar procesos y proyectos en las distintas modalidades del ciclismo, con el objetivo de lograr títulos a nivel continental, mundial y en Juegos Olímpicos, ubicando este deporte, en lo más alto del concierto internacional y además ser reconocidos como potencia mundial.
Los programas ciclísticos que están bajo su administración son el BMX, Ruta, Pista, Ciclomontañismo, Paracycling.

## Misión
La Federación Colombiana de Ciclismo como ente rector de este deporte en Colombia, fomenta, apoya, desarrolla, coordina, organiza, fórmula y vigila procesos y proyectos  en  las distintas modalidades, con el objetivo de lograr títulos a nivel continental, mundial y en Juegos Olímpicos, sin descuidar los procesos deportivos en nuestras juventudes que buscan su formación profesional en este deporte.

## Visión
La Federación Colombiana de Ciclismo como ente rector de este deporte en Colombia, fomenta, apoya, desarrolla, coordina, organiza, fórmula y vigila procesos y proyectos  en  las distintas modalidades, con el objetivo de lograr títulos a nivel continental, mundial y en Juegos Olímpicos, sin descuidar los procesos deportivos en nuestras juventudes que buscan su formación profesional en este deporte.

## Historia
La tarea de organizar el deporte de las bielas en Colombia estuvo a cargo de la Aciclismo (Asociación Colombiana de Ciclismo). Tal entidad se creó en 1938, a través del decreto  2216 y tuvo como primera sede a la ciudad de Cali, pero tres meses antes de iniciarse la I Vuelta a Colombia, en 1951, se trasladó a Bogotá, luego de triunfar el que podríamos denominar ‘grupo de choque’ liderado por quien ya era un prestigioso dirigente deportivo en nuestro país: Donald W. Raskin. Este ciudadano de origen inglés, nacido el 4 de septiembre de 1922, se radicó en Colombia con su familia a la edad de 12 años.
El 29 de diciembre de 1950, la Asociación Colombiana de Ciclismo publicó un boletín con todas las normas y recomendaciones pertinentes a la Vuelta, la cual se estableció que tendría un recorrido de 1.233 kilómetros. Las inscripciones se recibían, hace 55 años, en la Secretaría de la Asociación, ubicada en la calle 17 n.º 7-77, oﬁcina 901 de Bogotá y estaban sujetas a rigurosas normas relativas a la presentación de los corredores y sus bicicletas.
Después de múltiples preparativos, la primera Vuelta a Colombia comenzó el 5 de enero de 1951, en la esquina de la carrera 7ª, con avenida Jiménez de Quesada, frente a las instalaciones del periódico El Tiempo y a pocos pasos de donde cayera asesinado, 32 meses antes, Jorge Eliécer Gaitán Ayala, gran líder liberal de la época, nacido el 23 de enero de 1898. Desde ese histórico lugar partieron los 35 esforzados ciclistas, luego del banderazo del secretario de la Aciclismo, Donald W. Raskin, para tomar rumbo al puerto ﬂuvial de Honda, donde llegó triunfante el cundinamarqués Efraín Forero, quien para los 135 kilómetros de la jornada empleó un tiempo de 5h-41m-32s. Ese triunfo sirvió para comenzar a popularizar, por todos los rincones del país, el nombre del zipaquireño, el primer gran ídolo ciclista de multitudes.

## Modalidades y Ciclistas Colombianos

### Pista
El ciclismo en pista o también conocido como carreras sobre pista es un deporte de ciclismo que se caracteriza por disputarse en un velódromo, los cuales actualmente tienen una medida del óvalo de 250 metros (anteriormente eran de 400 m y de 333 m) con bicicletas para sprints, donde el eje pedalier suele estar situado más alto que en lasbicicletas de carretera, para que los pedales no golpeen el suelo de la pista. A diferencia de las bicicletas para ruta, las bicicletas para pista no tienen frenos ni cambios, tienenpiñón fijo, es decir, los pedales se seguirán moviendo hasta que se detenga la rueda, como en las bicicletas de spinning, logrando frenar aplicando ligeramente un poco de fuerza para el lado contrario del pedaleo. La primera carrera en pista se considera los Seis Días de Londres creados en 1878.
- Anderson Parra
- Arles Castro
- Fabián Puerta
- Jordan Parra
- Juliana Gaviria
- Martha Bayona
- Milena Salcedo
- Rubén Murillo
- Santiago Ramírez
- Valentina Paniagua

### BMX
El BMX es un deporte extremo que debe ser practicado con la debida seguridad que nos brindan los siguientes objetos:casco, rodilleras, coderas, guantes de tela o plástico y zapatos anchos. La bicicleta tiene que estar en buenas condiciones para evitar accidentes. En la actualidad, hay lugares especializados para el deporte como los skatepark.
- Andrea Escobar
- Andrés Jiménez
- Carlos Oquendo
- Carlos Ramírez
- Estefanía Gómez
- Mariana Pajón

### Ruta
Es una modalidad de ciclismo de competición que consiste en competir en carretera, a diferencia del ciclismo en pista que queda reducido al óvalo del velódromo u otras modalidades que no se disputan sobre asfalto. El ciclismo en ruta es un deporte muy exigente y no debe ser confundido con elcicloturismo, a pesar de que en él también se pueda dar cierto nivel de exigencia competitiva como en la marcha cicloturista Quebrantahuesos y la Treparriscos o en las pruebas de "ultramaratón ciclista" (randonneur), entre otras, pero en ellas se presupone que hay que ser totalmente autónomo sin asistencias al contrario que en el ciclismo en ruta que está todo mucho más controlado.
Ciclismo en ruta.
El ciclismo en ruta suele tener lugar a partir de la primavera hasta el otoño en el hemisferio norte. Muchos ciclistas del hemisferio norte pasan el invierno en países como Australia y Argentina para competir o entrenar. La gama de carreras profesionales de la Unión Ciclista Internacional van desde las de tres semanas llamadas "Grandes Vueltas" (Tour de Francia, Giro de Italia y Vuelta a España) a las clásicas de un día. Sin embargo, el ciclismo en ruta también se da a modo aficionado (amateur) o amistoso de exhibición mediante diferentes pruebas como pueden ser los critériums (carreras urbanas de poco kilometraje).
- Carlos Betancur
- Darwin Atapuma
- Dayer Quintana
- Diana Peñuela
- Edwin Ávila
- Egan Bernal
- Esteban Chaves
- Fernando Gaviria
- Jánier Acevedo
- Járlinson Pantano
- Jessenia Meneses
- Jessica Parra
- Jonathan Restrepo
- Juan Esteban Arango
- Julián David Arredondo
- Liliana Moreno
- Lorena Colmenares
- Miguel Ángel López
- Miguel Rubiano
- Nairo Quintana
- Rigoberto Urán
- Rodrigo Contreras
- Sebastián Henao
- Sebastián Molano
- Sergio Luis Henao
- Wilmar Paredes
- Winner Anacona

En Colombia, la Federación Colombiana de Ciclismo organiza carreras para mostrar el talento de loc ciclistas nacionales y extranjeros que participen en ellas. La más importante es el Tour Colombia, carrera de Categoría Continental, donde participan equipos del UCI WorldTour, UCI ProSeries y Continentales. Otras carreras organizadas por la federación son: Vuelta a Colombia y Clásico RCN (élite masculina), Vuelta de la Juventud y Vuelta del Porvenir (juvenil masculina), y Vuelta a Colombia Femenina y Tour Femenino de Colombia (élite femenina), entre otras. 
Existen carreras regionales que son organizadas por las ligas de ciclismo de cada departamento organizador, pero son incluidas en el calendario de la Federación Colombiana de Ciclismo por ser las regiones de donde salen los ciclistas juveniles y consagrados a nivel nacional e internacional. Estas carreras son: Vuelta a Boyacá, Vuelta a Antioquia, Vuelta al Valle del Cauca y Vuelta a Cundinamarca, en élite masculina y femenina.

### Ciclomontañismo
El ciclismo de montaña, considerado un deporte de inercia, es un ciclismo de competición realizado en circuitos naturales generalmente a través de bosques por caminos angostos con cuestas empinadas y descensos muy rápidos.
Las bicicletas suelen ser hechas de aluminio, titanio, carbono u otras aleaciones lo más ligeras posibles, llevan suspensión delantera regulable a través de resorte, aire o aceite u ambas; algunas usan también amortiguador para la llanta trasera la cual la denominan shock; la mayoría usa cambios de 9 velocidades en el piñón de la rueda posterior y 3 velocidades en la catalina, es decir tres platos de dientes. El freno viene accionado a través de una maneta normalmente metálica. Hasta finales del siglo XX solo se habían visto frenos de llanta, con pastillas neumáticas accionadas por un cable metálico. Adicionalmente se requiere el uso de los siguientes accesorios: casco especial, guantes de dedos largos, pedales clip y zapatillas especiales para este tipo de pedal.
Bas Peter en descenso durante el Campeonato Nacional de los Países BajosZoetermeer 2008.
A partir del siglo XX se comenzó a ver más los frenos de disco, los cuales están formados por un disco de diámetro reducido que se acciona a través de un sistema hidráulico o en algunas ocasiones de cable, los cuales accionan un pistón para que se realice la frenada. Los frenos de disco son mucho más seguros aunque no más ligeros.
Algunas de las especialidades y competiciones están reguladas por la UCI (Unión Ciclista Internacional) mientras otras se disputan de modo amistoso.
- Leonardo Páez
- Jhonnatan Botero
- Wilson Peña